# Teorie alternative sulla morte di Napoleone Bonaparte

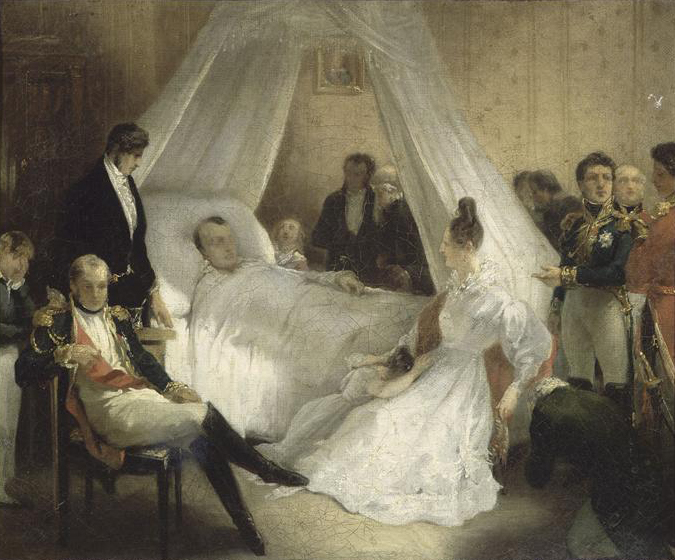
Sant'Elena - La morte di Napoleone. Dipinto di Steuben.

Le teorie alternative sulla morte di Napoleone Bonaparte si diffusero fin subito dopo la scomparsa del condottiero, ex imperatore dei francesi morto sull'isola di Sant'Elena il 5 maggio 1821 all'età di cinquantuno anni e in generale sono frutto di teorie del complotto che, pur accreditate, non smentiscono la veridicità della causa della morte per tumore allo stomaco.

## La vicenda storica

### Ultimi giorni di vita
L'imperatore soffriva di atroci dolori allo stomaco. Accettava di tanto in tanto degli alimenti, vomitando regolarmente. Si alzò il 1º maggio 1821, ma la sua debolezza lo costrinse a rimettersi a letto. Il 3 maggio i sintomi divennero sempre più allarmanti. Il 4 maggio gli venne somministrato un anti-emetico su consiglio del medico inglese Arnott, contro il parere del medico corso Francesco Antommarchi. L'effetto che ne risultò fu ancora più violento.

### La morte
Nella notte tra il 4 ed il 5 maggio, Napoleone entrò in stato di coma. Appena cosciente, pronunciò alcune parole e poi spirò alle 17:49, all'età di 51 anni.
Il decesso è avvenuto a causa di un tumore allo stomaco, come risultò dall'autopsia (lo stesso padre di Napoleone, Carlo Maria Bonaparte, era rimasto vittima del medesimo male nel 1785). Lo stesso Napoleone era convinto che a provocare i mali che lo portarono alla morte fosse lo stesso male che uccise il padre. Così assicurò al suo ultimo medico, il corso Francesco Antommarchi, raccomandandogli alla sua morte di eseguire l'autopsia sul piloro; la sua speranza era quella di prevenire che quel male uccidesse anche il figlio.
L'indomani il governatore dell'isola, sir Hudson Lowe, venne personalmente col suo stato maggiore ed il commissario francese, il marchese di Montchenu, a constatarne ufficialmente la morte. Lowe dichiarò al suo entourage: "Ah, bene, signori, è stato il più grande nemico dell'Inghilterra, ora è qui; ma tutto gli è perdonato. Alla morte di un uomo così grande, bisogna solo provare un profondo dolore e un profondo rispetto".

## Le teorie alternative

### Avvelenamento da arsenico
Le teorie alternative più diffuse imputano la sua morte ad un avvelenamento causato da arsenico.

#### Anni novanta
Nel 1955 furono pubblicati i diari di Louis Marchand, cameriere di Napoleone. La sua descrizione degli ultimi mesi prima della morte portò alcuni alla conclusione che fosse stato effettivamente avvelenato con l'arsenico che, utilizzato come veleno, era difficilmente rilevabile se somministrato per un lungo periodo di tempo.

#### Anni duemila
Nel 2001 Pascal Kintz, tossicologo dell'Istituto di medicina legale di Strasburgo, aggiunse credibilità a questa ipotesi con uno studio sul livello di arsenico da sette a trentotto volte superiore al livello normale trovato in una ciocca di capelli di Napoleone conservata dopo la sua morte.
Ancora, sempre il dottor Kintz ha svolto ulteriori analisi nell'autunno 2003 presso i laboratori dell'Università del Lussemburgo, secondo procedure legalmente riconosciute e con tecniche spettroscopiche: le analisi avrebbero rivelato che l'arsenico dei capelli di Napoleone era presente non solo sulla superficie del capello, ma anche nel suo midollo, indicando dunque un'origine endogena (cioè vi sarebbe giunto attraverso il flusso sanguigno).
David G. Chandler, uno dei maggiori studiosi di Napoleone, deceduto il 10 ottobre 2004, dichiarò in una delle sue ultime interviste (Sunday Times, 12 gennaio 2003): «È per me chiaro, ora, che Napoleone è stato avvelenato. Oggi accetto questa conclusione, sebbene per molti anni abbia fortemente dubitato sull'intera questione.»
Analisi più recenti sulla rivista Science et Vie mostrarono tuttavia che una simile concentrazione di arsenico era presente in campioni di capelli di Napoleone presi nel 1805, 1814 e 1821. L'investigatore incaricato (Ivan Ricordel, responsabile di tossicologia della Polizia di Parigi), stabilì che se l'arsenico fosse stata la causa della morte, sarebbe dovuto morire anni prima. L'arsenico era del resto usato in molte carte da parati (per il colore verde) e spesso in qualche medicina, sicché il gruppo sostenne che facilmente la fonte poteva essere qualche lozione per i capelli.
Nel 2006 la questione era comunque ancora aperta: le analisi che indicavano un possibile avvelenamento ambientale da arsenico, svolte dal laboratorio della Prefettura di Parigi nel 2002, sono state a loro volta contestate dai sostenitori dell'omicidio per avvelenamento, in quanto eseguite con metodi che non sono tra quelli riconosciuti dai tribunali internazionali, nonché per alcune incongruenze tecniche.
Il 13 gennaio 2007 è stato comunque pubblicato un articolo che confermerebbe la tesi del cancro allo stomaco causato da un'infezione cronica da Helicobacter pylori. Secondo tale studio, pubblicato sulla rivista Nature Clinical Practice Gastroenterology and Hepatology da parte di alcuni ricercatori svizzeri, canadesi e americani, le tracce di arsenico si spiegherebbero con il fatto che era usanza tra i viticoltori dell'epoca pulire l'interno delle botti con soluzioni contenenti tale elemento chimico.
L'11 febbraio 2008 anche l'Istituto Nazionale di Fisica Nucleare ha contraddetto l'ipotesi dell'avvelenamento da arsenico, rendendo noti i risultati della propria ricerca effettuata sui capelli di Napoleone risalenti a varie età della sua vita, fin dall'infanzia, che evidenziano una sostanziale stabilità dei livelli di arsenico, paragonabili peraltro a quelli rilevati nei capelli del figlio Napoleone Luigi (sempre risalenti a diverse età) e a quelli della moglie, l'imperatrice Giuseppina (prelevati dopo la morte), e comunque in quantità ritenuta non letale. Inoltre, confronti effettuati con capelli di persone coeve hanno dimostrato che il livello medio di arsenico riscontrato in capelli di persone risalenti a 200 anni prima era superiore di circa 100 volte a quello attuale. I tossicologi che, insieme ai fisici, hanno partecipato a questi studi hanno ritenuto che, dato l'alto livello medio di arsenico nei coetanei di Napoleone, la gente di quel tempo fosse molto più abituata e resistente all'arsenico e quindi la quantità di veleno contenuta nei capelli di Napoleone non sarebbe stata letale.
La querelle, che imperversa tra gli esperti napoleonici, ha anche riflessi nella lotta per il predominio culturale su tale "mondo" e vede coinvolti da una parte, la Societé napolonienne internationale e, dall'altra, la Fondation Napoléon.

#### Ipotesi di avvelenamento
In definitiva, i sostenitori dell'avvelenamento da ingestione ipotizzano principalmente tre possibilità:
- Avvelenamento graduale dietro ordine del governo inglese, che trovava ormai eccessivo il costo del suo mantenimento e relativa sorveglianza. Queste tesi furono le più accreditate all'indomani della pubblicazione in Francia del Memoriale di Sant'Elena di Emmanuel de Las Cases, nel quale il fosco ritratto del governatore inglese Hudson Lowe e i ripetuti accenni a paure di avvelenamento tra il seguito di Napoleone alimentarono le congetture di un complotto inglese.
- Avvelenamento graduale perpetrato da una delle persone al seguito, il conte Carlo Tristano di Montholon (Parigi, 1782 - ivi, 1853), responsabile della cantina, la cui moglie Albina de Vassal era notoriamente amante di Napoleone: in questo caso il movente sarebbe stato la gelosia, unitamente alla consapevolezza di essere il principale beneficiario dell'eredità dell'ex imperatore. Montholon avrebbe avuto anche altri motivi per odiare Napoleone: divenuto colonnello nell'armata francese, fu nominato nel 1809 ambasciatore presso il granducato di Würzburg. Innamoratosi nel 1809 di Albina de Vassal, che gli diede nel 1810 un figlio, si vide rifiutare il medesimo anno da Napoleone il consenso alle nozze a causa del passato non proprio limpido dell'amata. Con uno stratagemma riuscì tuttavia a strappare il consenso dell'imperatore durante il passaggio per Würzburg della Grande Armée diretta in Russia, ma nell'ottobre 1812 Napoleone ne fu informato e, infuriatosi, fece immediatamente destituire il Montholon dal rango di ambasciatore. L'altro motivo è da ricercarsi nella partenza di Albina con i due figli da Sant'Elena, voluta da Napoleone per utilizzare la donna come messaggero presso i nostalgici francesi. Tuttavia, il futuro comportamento di Montholon (dopo anni di battaglie legali per far riconoscere il testamento di Napoleone a suo favore), quello cioè di fervente bonapartista fino al punto di tentare una rivolta a fianco di Napoleone III che gli costò sei anni di carcere, smentirebbero la tesi dell'odio verso l'ex imperatore.
- Avvelenamento casuale. Napoleone era ghiotto di orzata, uno sciroppo a base di mandorle amare che, se assunto in quantità esagerata, può portare ad avvelenamento da cianuro. Gli veniva anche spesso somministrato del calomelano, un composto a base di sali di mercurio, usato nella farmacopea come disinfettante intestinale, lassativo e diuretico: una combinazione delle due sostanze ingerite contemporaneamente in un momento di spossatezza fisica gli sarebbe stato fatale.

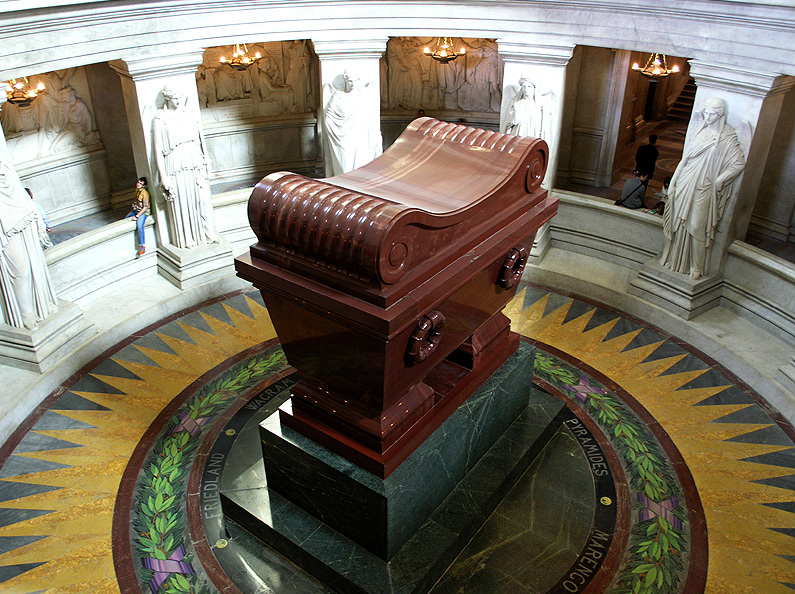
La tomba di Napoleone nella chiesa di Saint-Louis des Invalides

### Morte causata dai medici
Secondo un'altra teoria, sarebbero stati gli stessi medici di Napoleone a causarne la morte, nel tentativo di alleviargli i dolori sottoponendolo a clisteri giornalieri e somministrandogli sostanze varie per indurre il vomito. Tali cure avrebbero privato l'organismo di Napoleone di potassio, ingenerando una grave forma di tachicardia.